# 座席車
座席車（ざせきしゃ）とは、鉄道車両のうち、旅客車の一種で乗客を乗せるために供する腰掛を有するものを指す。

## 概要
一般的には、乗客が横臥する寝台を主な用途として使用する座席が取り付けられている寝台車と対になるが、寝台車でも定員として「座席定員」と「寝台定員」とに分かれており、昼間座席利用の際には枕やリンネルなど寝台用具の撤去など然るべき処置を行い、座席車として供することも行われていた。そのため、1970年代まで寝台車を連結する夜行急行列車で混雑が予想される繁忙期には、混雑した昼間時間帯に車両重量の偏差が発生することから敢えて寝台車の連結を中止し座席車に差し替えるという事例があったとされる。
なお、1980年代後半以降寝台特別急行列車（いわゆる寝台特急）に連結される様になったロビーカー・ラウンジカーはあくまでもフリースペースであり、腰掛があってもそれをその乗客に割り当てる形での座席販売を行っていないため、サービス上は座席車としての扱いを行わないが、車種として区分する際に総じて座席車と扱われる事例がある。
また、一般には「腰掛を有する」が、車両長が20メートルある車両では4箇所より多くの扉が設けられている車両のうち、6か所あるものについて補助座席に近い腰掛のみで立席が主となる座席車も存在した。これの日本における初例は東日本旅客鉄道が1990年に山手線に導入していた205系電車の混雑緩和に際して設けたサハ204形車両であるが、混雑が激しい線区で運用された後継の209系電車（サハ208形）・E231系電車（サハE230形）でも採用された。また、東急田園都市線で運用されている東急5000系電車でも採用されていた。
なお、寝台特急の一部列車で1970年代後半以降、計画的に寝台車の座席利用が行われてはいた。しかし、この時は寝台セットの合理化に伴う人員確保が困難であり、かつ座席・寝台両用で車両運用上差支えない「寝台電車」581・583系電車であり、1年程度の短期間で運用の見直しなどで終了している。
しかし、このアプローチとは別に、1990年代以降「あけぼの」・「はくつる」で寝台車を「寝台用具の省略」という形で座席車に供している事例もあった。これに似た事例としてはこちらを参照されたいが、この場合それぞれ「寝台券を徴さない寝台」という位置づけであり、座席車と言うには異論があるものの、営業上の施策から座席車と言う位置づけとなっている。

## 種類
種類としては、等級による分類と、形態による分類がある。このうち、等級によるものは一等車・二等車・鉄道車両の等級に譲るが、形態としては、以下のものに分かれる。
- 開放式
  - 車両の両端に出入口を設け、列車便所などとはデッキで仕切った客席の大部分に腰掛を設ける方式。旧日本国有鉄道に於いては急行形車両や特急形車両で用いられているものである。
  - なお、日本国有鉄道に於いては近郊形車両や、通勤形車両などデッキを設けずドアと腰掛やポールなどを設けるものもこちらに分類される。
  - また、車両の中央にデッキを設け車室を分割する方式もあり、モハシ151形車両やオロハネ10形車両など異種別の合造車両ではよく採用されたが、これを採用した車両で特に著名な車両としてはJR九州783系電車「ハイパーサルーン」がある。

- 片廊下式
  - 出入口と車両の長手方向（つまりレール方向）片側に廊下を設ける方式。
  - 日本ではジョイフルトレインのうち、いわゆる「欧風車両」と称されたコンパートメント席で構成された車両での採用がある程度。
- その他、ヨーロッパでは鉄道車両の前身となった馬車の「コーチ」に見立て、コンパートメント席のみを取り付け廊下を車内に取り付けず、各席への出入口がある方式もある。